# Élections législatives serbes de 2014
Les élections législatives serbes de 2014 (en serbe cyrillique : Избори за народне посланике Републике Србије 2014. ; en serbe latin : Izbori za narodne poslanike Republike Srbije 2014) ont lieu le 16 mars 2014 pour élire les deux cent cinquante députés de l'Assemblée nationale (Народна скупштина et Narodna skupština), pour un mandat de quatre ans.
Les élections sont anticipées de 2 ans à la demande d'Aleksandar Vučić.

## Contexte
À la suite des élections législatives du 6 mai 2012, la coalition rassemblée autour du Parti progressiste serbe (SNS) obtient une majorité relative à l'Assemblée nationale. Après deux mois de négociations, le SNS forme une coalition gouvernementale avec le Parti socialiste de Serbie (SPS). Ivica Dačić, le président du SPS, devient premier ministre, tandis qu'Aleksandar Vučić doit « se contenter » du poste de vice-premier ministre. L'ancien parti au pouvoir, le Parti démocrate (DS), enregistre de lourdes pertes mais réussit à se maintenir à Belgrade ; les mois suivants, notamment marqué par des scissions au sein du DS, affaiblit le parti ; en septembre 2013, à Belgrade, le maire, Dragan Đilas, doit renoncer à sa fonction à la suite d'une motion de censure.
Face à une situation économique difficile, les tensions au sein du gouvernement serbe grandissent ; malgré cela, les sondages sont favorables au Parti progressiste, notamment en raison de l'ouverture des négociations pour l'adhésion de la Serbie à l'Union européenne et à la suite de succès dans la lutte contre la corruption. Dans ce contexte Aleksandar Vučić en appelle à des élections législatives anticipées susceptibles d'asseoir la légitimité politique de son parti,. Le premier ministre Ivica Dačić donne à son tour son accord pour ces élections anticipées. Le 29 janvier 2014, le président, Tomislav Nikolić, issu du SNS, dissout l'Assemblée et convoque des élections législatives anticipées pour le 16 mars,.

## Listes
Les listes officiellement inscrites sont les suivantes :
1. Aleksandar Vučić - Un avenir dans lequel nous croyons (Parti progressiste serbe, Parti social-démocrate de Serbie, Nouvelle Serbie, Mouvement serbe du renouveau, Mouvement des socialistes)
Александар Вучић — Будућност у коју верујемо (Српска напредна странка, Социјалдемократска партија Србије, Нова Србија, Српски покрет обнове, Покрет социјалиста)[9]
2. Ivica Dačić - Parti socialiste de Serbie (SPS), Parti des retraités unis de Serbie (PUPS), Serbie unie (JS)
Ивица Дачић — Социјалистичка партија Србије (СПС), Партија уједињених пензионера Србије (ПУПС), Јединствена Србија (ЈС)[10]
3. Parti démocrate - Vojislav Koštunica
Демократска странка Србије — Војислав Коштуница[11]
4. Čedomir Jovanović - LDP, BDZS, SDU
Чедомир Јовановић — ЛДП, БДЗС, СДУ[12]
5. Alliance des Magyars de Voïvodine - István Pásztor M
Савез војвођанских Мађара - Иштван Пастор
Vajdasági Magyar Szövetség - Pásztor István[13]
6. Parti radical serbe - Dr Vojislav Šešelj
Српска радикална странка — др Војислав Шешељ[14]
7. Régions unies de Serbie — Mlađan Dinkić
Уједињени региони Србије — Млађан Динкић[15]
8. Avec le Parti démocratique pour une Serbie démocratique
Са Демократском странком за демократску Србију[16]
9. Dveri - Boško Obradović
Двери - Бошко Обрадовић
Са Демократском странком за демократску Србију[17]
10. SDA du Sandžak - Dr Sulejman Ugljanin M
СДА Санџака — др Сулејман Угљанин
SDA Sandžaka — dr Sulejman Ugljanin[18]
11. Boris Tadić - Nouveau parti démocratique - Les Verts, LSV - Nenad Čanak, Ensemble pour la Serbie, VMDK, Ensemble pour la Voïvodine, Gauche démocratique des Roms
Борис Тадић - Нова демократска странка - Зелени, ЛСВ - Ненад Чанак, Заједно за Србију, VMDK, Заједно за Војводину, Демократска левица Рома[19]
12. Troisième Serbie - Pour tous les travailleurs
Трећа Србија - За све вредне људе[20]
13. Parti monténégrin - Josip BrozM
Црногорска партија - Јосип Броз[21]
14. Liste des communautés nationales - BDZ - MPSZ -DZH -MRM - MEP - Emir ElfićM
Листа националних заједница-БДЗ-МПСЗ-Џ-МРМ-МЕП-Емир Елфић[22]
15. Il y en a assez - Saša Radulović
Доста је било - Саша Радуловић[23]
16. Coalition des citoyens de toutes les nations et de toutes les nationalités (RDS-SDS)M
Коалиција грађана свих народа и народности (РДС-СДС)[24]
17. Groupe de citoyens « Front patriotique - Borislav Pelević »
Група Грађана "Патриоткски фронт - Др Борислав Пелевић"[25]
18. Parti russe - Slobodan NikolićM
Руска странка - Слободан Николић[26]
19. Parti pour l'action démocratique - Riza HalimiM
Партија за демократско деловање - Риза Халими
Partia për veprim demokratik - Riza Halimi[27]

M - Liste d'une minorité nationale

## Résultats
| Partis                             | Voix      | %     | Sièges | +/– |
| ---------------------------------- | --------- | ----- | ------ | --- |
| SNS–SDPS–NS–SPO–PS                 | 1 736 920 | 48,34 | 158    | 71  |
| SPS–PUPS–JS                        | 484 607   | 13,49 | 44     | 1   |
| DS                                 | 216 634   | 6,03  | 19     | 32  |
| NDS-les Verts–LSV–ZZS–VMDK–ZZV–DLR | 204 767   | 5,70  | 18     | 12  |
| DSS                                | 152 436   | 4,24  | 0      | 21  |
| Dveri                              | 128 458   | 3,58  | 0      | —   |
| LDP–BDZS–SDU                       | 120 879   | 3,36  | 0      | 15  |
| URS                                | 109 167   | 3,04  | 0      | —   |
| VMSZ                               | 75 294    | 2,10  | 6      | 1   |
| Il y en a assez                    | 74 973    | 2,09  | 0      | —   |
| SRS                                | 72 303    | 2,01  | 0      | —   |
| SDAS                               | 35 157    | 0,98  | 3      | 1   |
| PBDSh                              | 24 301    | 0,68  | 2      | 1   |
| Troisième Serbie                   | 16 206    | 0,47  | 0      | —   |
| Parti russe                        | 6 547     | 0,18  | 0      | —   |
| Parti monténégrin                  | 6 388     | 0,18  | 0      | —   |
| Front patriotique                  | 4 514     | 0,13  | 0      | —   |
| BDZ–MPSZ–DZH–MRM–MEP               | 3 983     | 0,11  | 0      | 1   |
| RDS–SDS                            | 3 182     | 0,09  | 0      | —   |
| Blancs et nuls                     | 115 659   | 3,22  |        |     |
| Total                              | 6 765 998 | 100   | 250    |     |
| Inscrits/participation             | 3 592 375 | 53,09 |        |     |